# Amblyopone rothneyi
Amblyopone rothneyi är en myrart som beskrevs av Auguste-Henri Forel 1900. Amblyopone rothneyi ingår i släktet Amblyopone och familjen myror. Inga underarter finns listade i Catalogue of Life.

## Bildgalleri

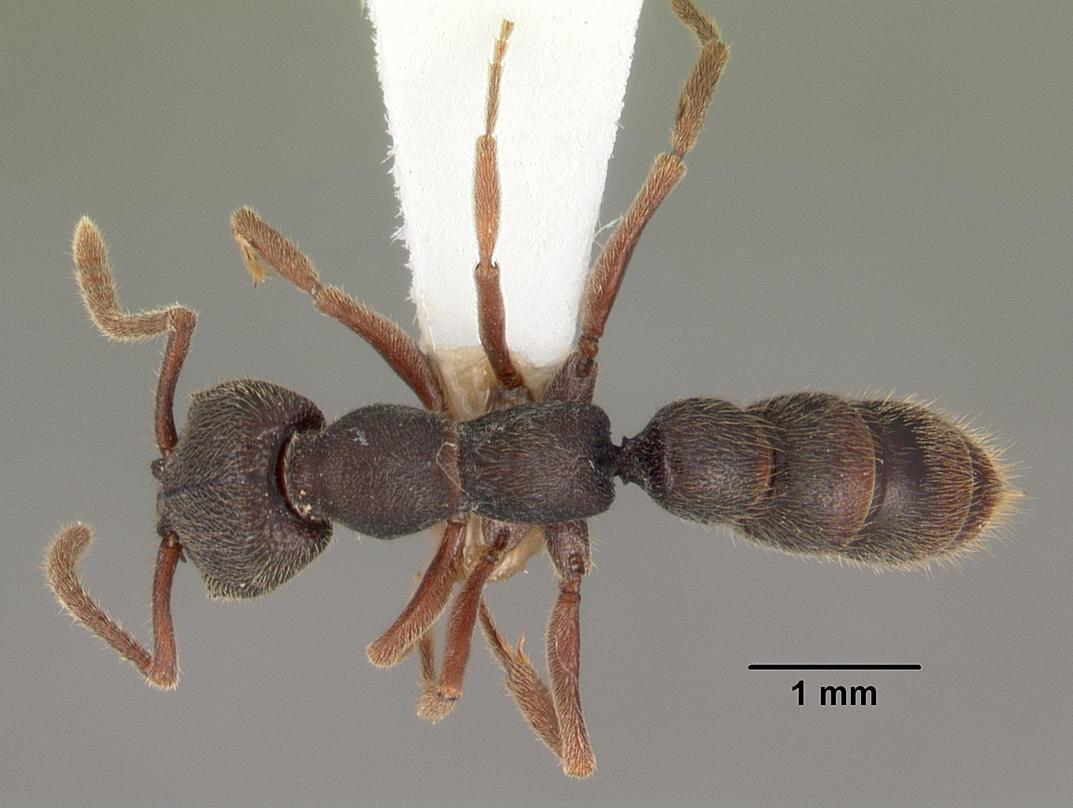
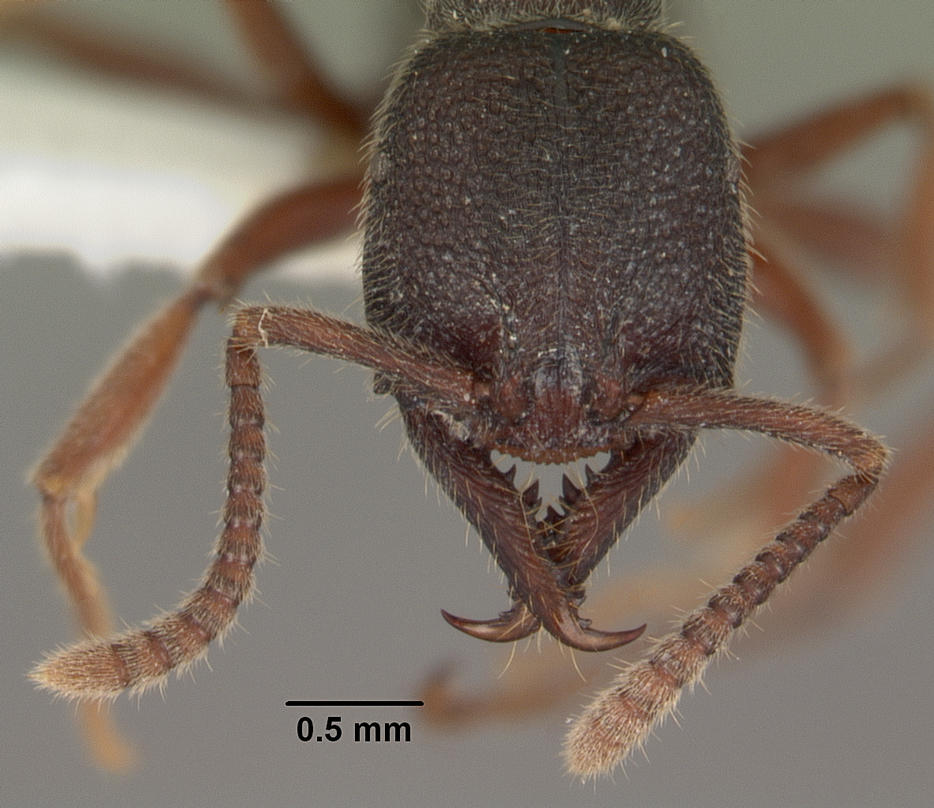
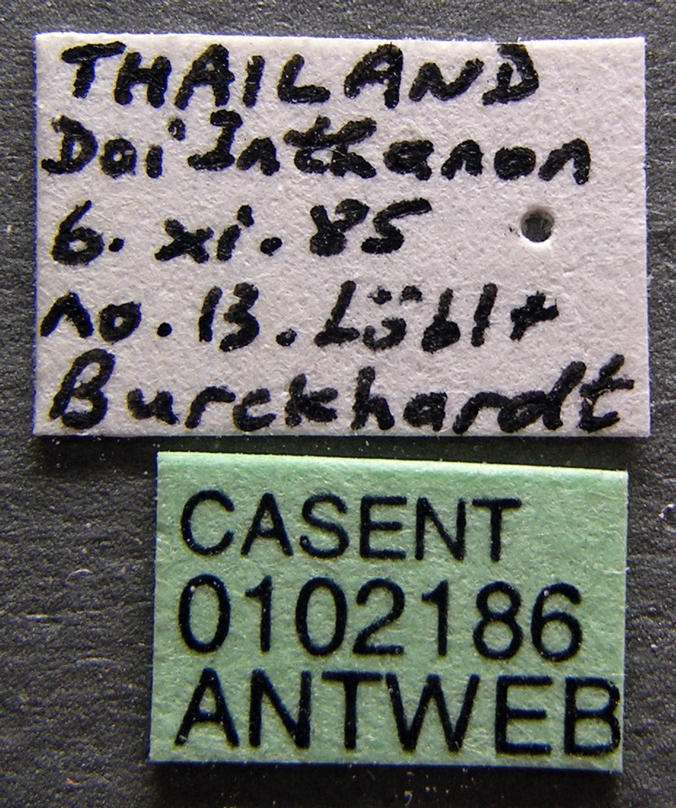
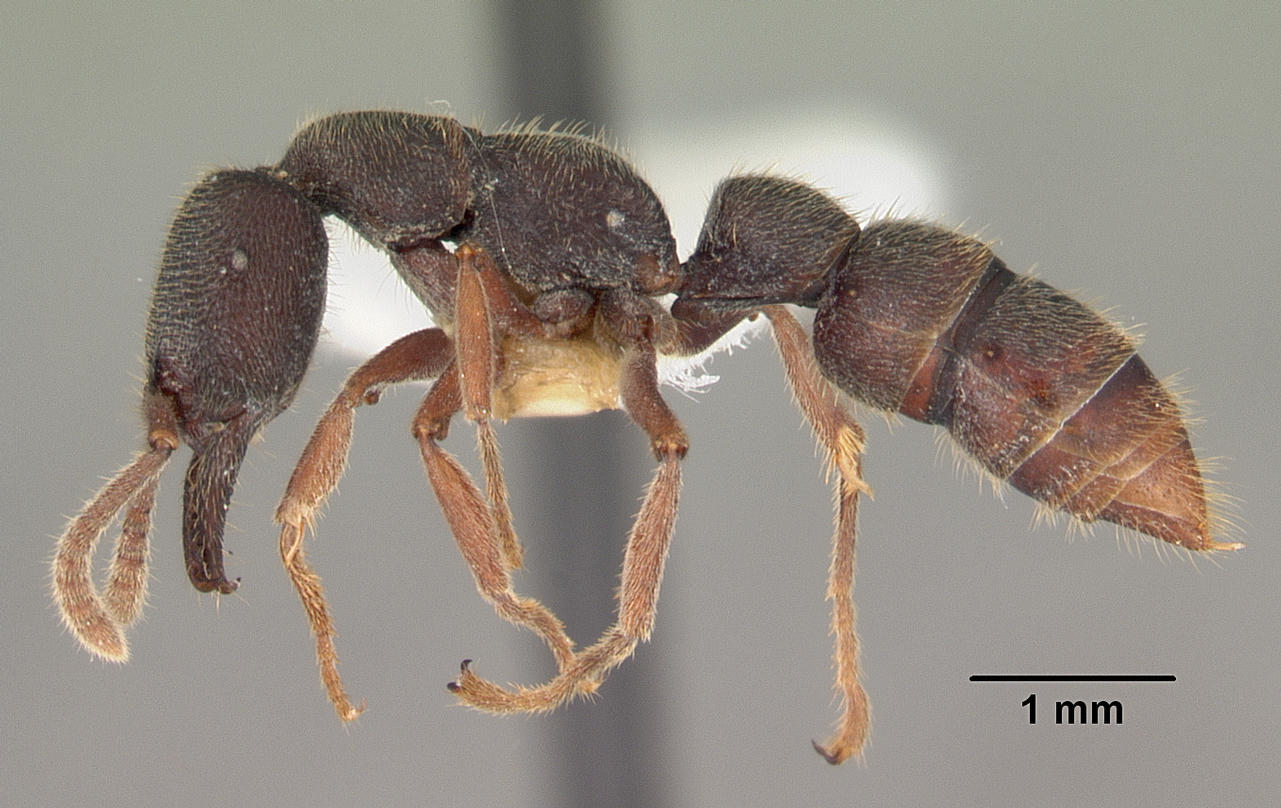
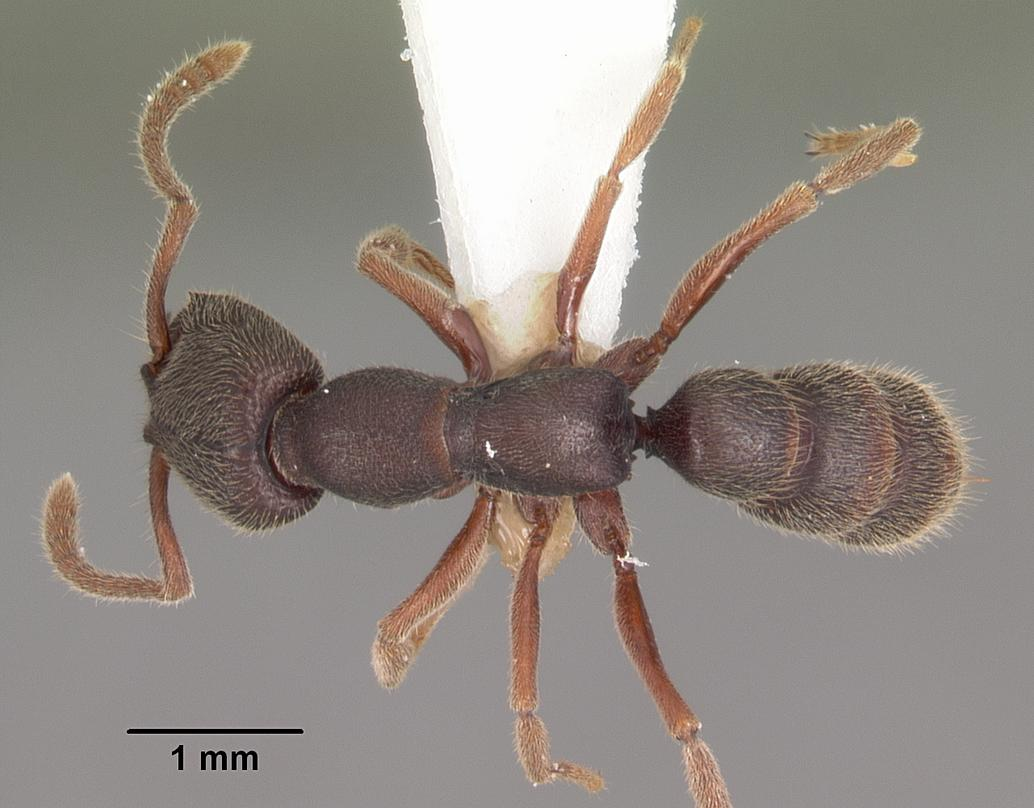
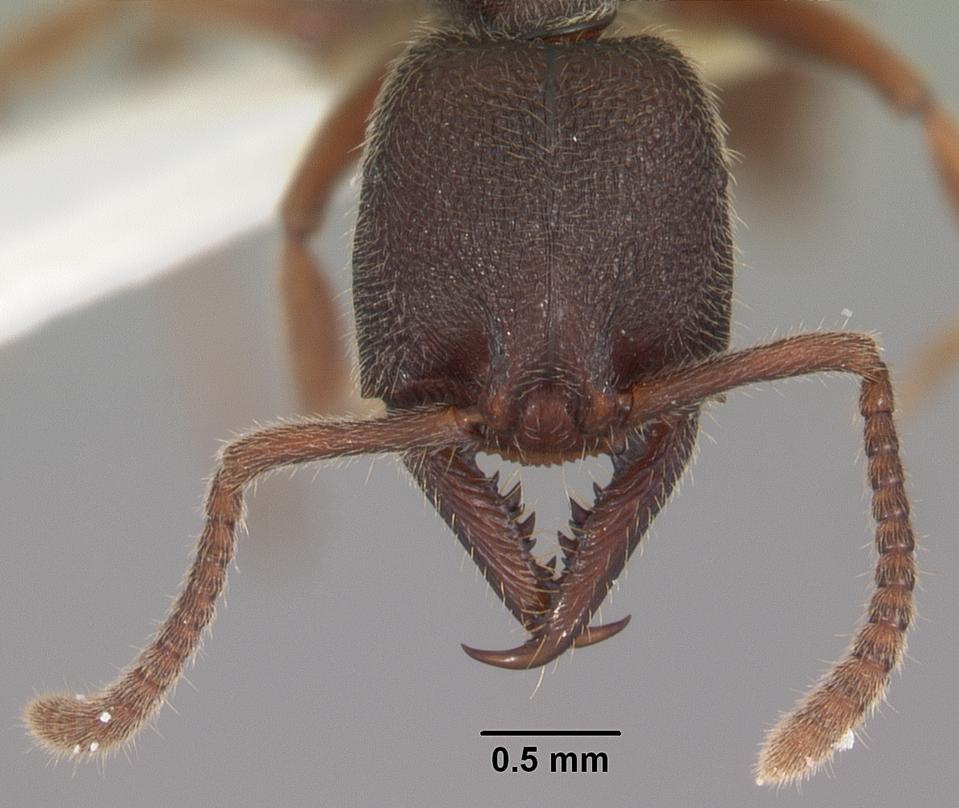